# Usura
L'usura (parola neolatina usata anche per definire l'applicazione illegale degli interessi finanziari) è la pratica che consiste nel fornire prestiti a tassi di interesse considerati illegali, socialmente riprovevoli e tali da rendere il loro rimborso molto difficile o impossibile, spingendo perciò il debitore ad accettare condizioni poste dal creditore a proprio vantaggio, come la vendita a un prezzo particolarmente vantaggioso per il compratore di un bene di proprietà del debitore, oppure spingendo il creditore a compiere atti illeciti ai danni del debitore per indurlo a pagare.

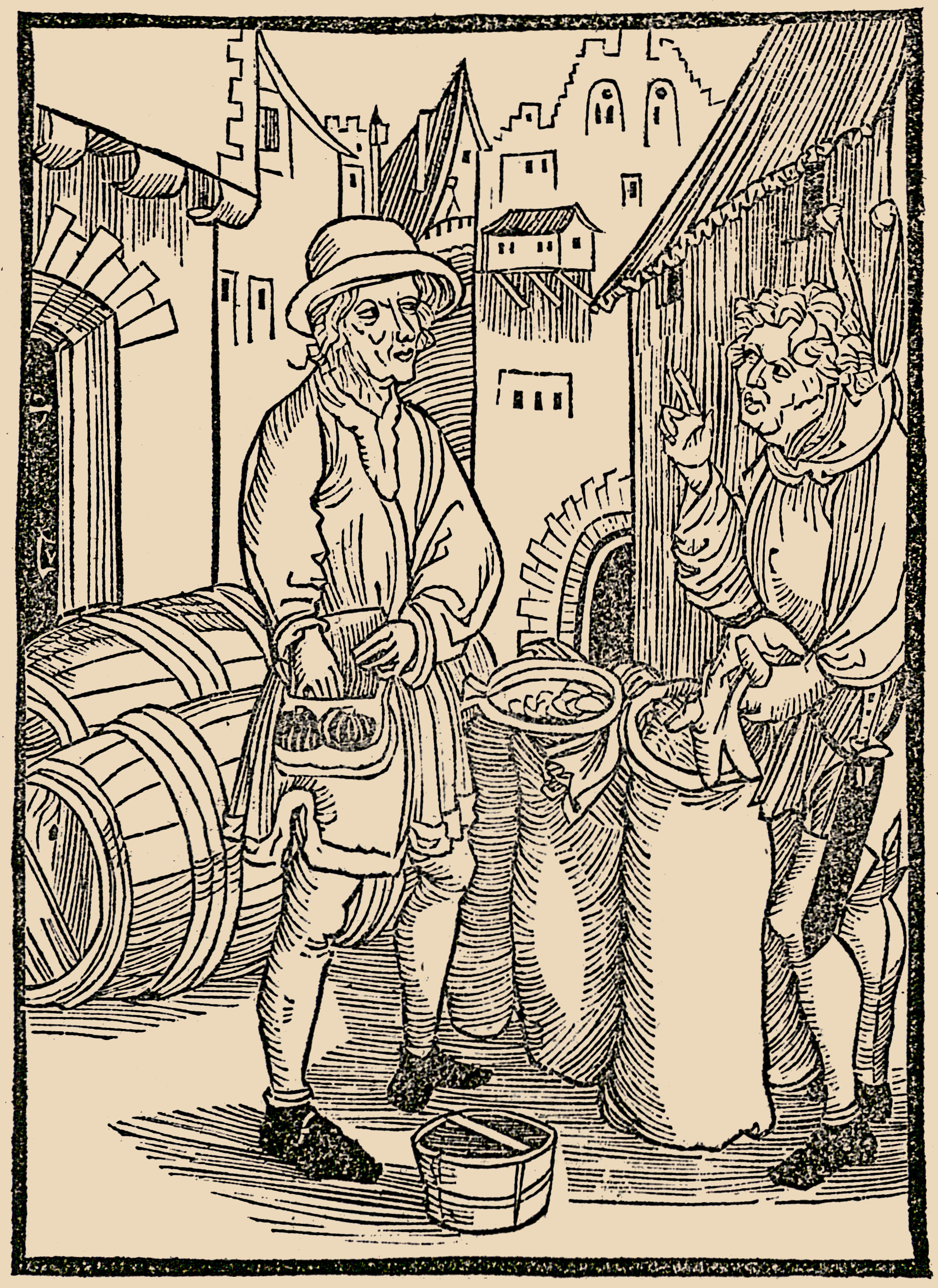
Folle usuraio, incisione di Albrecht Dürer per il Capitolo 93 del poema di Sebastian Brant Das Narrenschiff del 1494

## Descrizione
(Frase in latino medievale usata per esplicare la condanna dell'usura espressa da Aristotele nell'Etica nicomachea)
Di solito le vittime dell'usura sono persone e aziende in difficoltà economiche, alle quali è precluso il credito bancario, in ragione della consapevolezza da parte della banca della presumibile insolvenza di chi chiede prestiti. Tali persone e aziende trovano credito presso canali non ufficiali. Chi concede il prestito a tassi d'usura conta di rivalersi, in caso di mancato pagamento, sul patrimonio del debitore, che accetta il prestito anche a tali condizioni, sperando di poterlo comunque restituire.
Frequentemente gli usurai (detti comunemente "strozzini") svolgono altre attività illegali, dalle quali provengono i capitali che essi prestano e compiono altri atti illeciti, come il riciclaggio di denaro guadagnato illecitamente o atti di violenza per piegare la volontà delle loro vittime. 
Altre volte l'usuraio svolge un'attività lecita che, oltre a fargli guadagnare grosse somme, lo mette in contatto con persone in difficoltà. Talora, l'usuraio già dispone di un notevole patrimonio personale ed è in grado di fornire garanzie ai creditori per prestiti di un certo ammontare. A volte si limita a firmare una fideiussione, che permette alla vittima di ottenere un prestito. L'istituto di credito rifiuta di concedere un prestito a chi non fornisce sufficienti garanzie e/o capacità di rimborso futuro, e la fideiussione può aprire le porte al credito. In questo modo, l'usuraio potrebbe riscuotere interessi, senza anticipare alcuna somma. Diversamente, l'usuraio potrebbe prendere a prestito il denaro da un istituto di credito, garantendo col suo patrimonio, e girando le somme alle vittime a tassi usurai. Tuttavia, prestiti frequenti di ingenti somme potrebbero essere segnalati, e l'usuraio chiamato a documentare l'impiego delle aperture di credito. L'usuraio non è considerato un lavoro a norma di legge, pertanto non è definito come professione.
Il giro di affari annuo dell'usura in Italia è stimato in 30 miliardi di euro ed interesserebbe 150.000 esercizi commerciali. È altresì stimato che al 36% tale giro di affari sia controllato dal crimine organizzato.
Una delle più tragiche vicende legate all'usura in Italia fu quella di Alberto Macciocca, imprenditore edile laziale che, per fronteggiare la crisi della sua attività, aveva preso in prestito dagli usurai una somma di 14 milioni di lire nel 1969, impegnandosi a rimborsarla con versamenti mensili di seicentomila lire. Otto anni dopo, aveva già pagato ben 43 milioni di interessi su tale prestito e la sua situazione finanziaria si era fatta insostenibile. Il 9 luglio 1977, Macciocca uccise per la disperazione e la paura degli usurai la moglie ed i quattro figli minorenni nel sonno, per poi rivolgere l'arma contro di sé. In ospedale riuscirono a salvargli la vita, ma rimase sfigurato e subì la perdita della vista, riportando anche leggeri danni cerebrali.
Negli anni 80, invece, il primato, per ora documentato, per somma pagata da una singola persona per usura, vicenda questa inserita in importanti fatti di cronaca locale, spetta al commerciante di Caserta Cavalier Giuseppe Nuzzo che, a fronte di una decina di milioni richiesti per una temporanea mancanza di liquidità, tra il 1984 e il 1990 pagò agli usurai più di 3 miliardi e mezzo di lire con il conseguente fallimento della sua attività, la messa a ipoteca e vendita della casa. Pagamento questo che non bastò ancora agli usurai, i quali tentarono di rifarsi anche sui beni della famiglia del commerciante tramite minacce e intimidazioni. La vicenda si concluse solo quando, a seguito di una faida per il controllo del territorio da parte del clan Magliulo, attivo in quel periodo in Campania, al quale il commerciante ignaro aveva chiesto il prestito, venne attirata l'attenzione degli inquirenti che procedettero con le indagini e i processi anche grazie alle denunce del commerciante stesso.

## Legislazioni antiusura
La maggioranza dei Paesi prevede un tasso limite oltre il quale il prestito si definisce usuraio. A volte il tasso limite è un valore assoluto, altre volte aggiornato periodicamente dai Governi e "agganciato" ai tassi di interessi correnti e all'andamento dell'inflazione.
Dove non è previsto un valore-limite, spesso è richiamato un principio di proporzionalità ai tassi correnti e alle condizioni del caso, che lascia ai giudici ampia discrezionalità di interpretazione.
Alcune legislazioni, sia con un tasso-limite che con un orientamento più liberista, prevedono la nullità "ab initio" dei contratti stipulati con tassi di interesse ritenuti usurai. In questo caso, la vittima dell'usura non è tenuta a restituire il capitale prestato.

### Europa
In sede comunitaria esiste una proposta di Consumer Credit Directive, che liberalizza completamente il mercato del credito, non ponendo limite né all'ammontare dei prestiti né ai tassi di interesse applicabili.
La Direttiva introduce in materia il principio, diffuso in finanza e in altri settori, dell'home country control. Sarebbero autorizzate a prestare denaro in tutto il continente, società di finanziamento con sede legale nel Regno Unito, dove le leggi antiusura sono molto meno restrittive che in Francia o
Germania.
Diverrebbero non conformi alla normativa comunitaria i controlli nazionali sui tassi antiusura, praticati da Paesi quali Italia, Francia, Germania e Paesi Bassi.
Una materia non disciplinata dalla giurisprudenza comunitaria è la validità/nullità dei contratti in base a determinate clausole. In questo senso, le leggi che prevedono la nullità ab initio dei prestiti con tassi superiori a una determinata soglia, manterrebbero la loro efficacia nel territorio nazionale.
In Europa, la soglia di tolleranza è del 30%, in Italia del 50%, ed è riferito ad un altro parametro, il TAEG. Il TAEG è un indicatore ex post, aggiornato e variabile periodicamente, il Tasso Effettivo Globale, usato nel resto d'Europa è un indicatore ex ante.
Attualmente, in Italia, la soglia di tolleranza viene determinata incrementando il tasso pubblicato in gazzetta ufficiale del suo 25%, al quale vengono aggiunti ulteriori + 4 punti. Il risultato non deve eccedere il di 8 punti percentuali il tasso originario.

### Italia

#### Codice Rocco e normative precedenti
Nell'Italia post unitaria non erano previsti limiti legali per i tassi d'interesse. Secondo le teorie economiche liberali di Bentham e Ricardo infatti, un limite legale al tasso d'interessi concordabile dai contraenti non solo sarebbe inefficace e facilmente aggirabile da soggetti privi di scrupoli, ma escluderebbe dal circuito legale del finanziamento i soggetti dotati di minore solidità patrimoniale, finendo quindi col danneggiare proprio coloro che si mira a tutelare. Sulla base di queste teorie, il legislatore italiano stabilì nel codice civile del 1865 il principio che "l'interesse convenzionale è stabilito a volontà dei contraenti", per poi depenalizzare l'usura attraverso il codice Zanardelli.
Tuttavia la libertà privata nella determinazione degli interessi portò a uno spropositato aumento dei tassi in un contesto socioeconomico di elevata criticità, di cui furono vittime soprattutto contadini e piccoli imprenditori. Di conseguenza si avvertì l'esigenza di emanare una legislazione più restrittiva già nel periodo a cavallo tra la fine dell'Ottocento e l'inizio del Novecento.
Nonostante vari tentativi di riforma, solo con l'emanazione del codice penale del 1930 (Codice Rocco) venne reintrodotto nell'ordinamento il reato di usura attraverso l'art. 644, secondo cui:
"Chiunque […] approfittando dello stato di bisogno di una persona, si fa da questa dare o promettere, sotto qualsiasi forma, per sé o per altri, in corrispettivo di una prestazione di denaro o di altra cosa mobile interessi o altri vantaggi usurai, è punito […]."
Il delitto di usura richiedeva quindi, oltre agli elementi oggettivi del carattere usuraio degli interessi e dello stato di bisogno del debitore, anche l'elemento soggettivo dell'approfittamento di tale stato di bisogno da parte del creditore. Si riteneva infatti che la sanzione penale non fosse giustificata da una qualsiasi lesione patrimoniale, ma solo qualora tale lesione derivasse da un contesto e da modalità che condizionassero la capacità di autodeterminazione del contraente debole.

#### Legge n. 108/1996
La legge n. 108 del 7 marzo 1996 (pubblicata sulla G.U. nr. 58 del 09/03/1996) inasprisce le pene, e disciplina diritti e tutele delle vittime dell'usura.
La legge italiana prevede sia un limite relativo che una valutazione caso per caso da parte del giudice, e la nullità delle clausole che prevedono interessi da usura.
Stabilisce un limite relativo per il tasso di usura, riferito al Tasso Effettivo Globale Medio (art.2), rilevato ogni tre mesi dall'Ufficio Italiano Cambi. L'UIC è costituito presso la Banca d'Italia, di proprietà degli istituti di credito.
La 108 del 1996 indica come usurari gli interessi sproporzionati rispetto alla prestazione, se chi li ha promessi si trova in difficoltà economiche o finanziarie (art. 1).
La legge stabilisce la nullità delle clausole nelle quali sono convenuti interessi usurai (art. 4), e quindi la nullità dell'intero contratto. La nullità è estesa con provvedimento non impugnabile del presidente del Tribunale anche a tutte le ipoteche poste su beni a garanzia di titolo di credito, e ai protesti elevati dall'usuraio per presentazione a pagamento del titolo esecutivo di credito (art.18).
La vittima di usura non è tenuta a risarcire né gli interessi per un ammontare al di sotto della soglia di usura, né l'eventuale differenza fra capitale prestato dall'usuraio e le somme già trasferitegli.
La normativa (art.1) introduce il confisca dei beni dell'usuraio per risarcire le vittime delle somme già corrisposte (sia come interessi che come rimborso del capitale prestato). La confisca si applica anche ai beni dei quali "il reo ha disponibilità per interposta persona", intestati a terzi che svolgono il ruolo di "prestanome".
Viene equiparato alle pene del reato di usura anche chi fa dare o promettere a sé o terzi compensi usurai, per la mediazione. Tale fattispecie riguarda anche chiunque non presti denaro direttamente alle vittime, ma conferisca denaro agli usurai, con l'intento di partecipare agli interessi derivanti dalla loro attività.
Viene istituito un fondo di solidarietà per le vittime che prevede l'erogazione di mutui a 5 anni e tasso zero proporzionale alle somme corrisposte all'usuraio, e alle perdite o mancati guadagni derivanti dal delitto di usura (art. 14).
Le vittime che non denunciano il reato e corrispondono il prestito e gli interessi usurai, perdono tutti questi diritti: "La prescrizione del reato di usura decorre dal giorno dell'ultima riscossione sia degli interessi che del capitale" (art.11): confisca dei beni, accesso al fondo di solidarietà, cancellazione di protesti e ipoteche secondo la legge si applicano solamente in caso di condanna.
La denuncia non è obbligatoria e non comporta conseguenze penali. Confindustria ha adottato un'autoregolamentazione che prevede l'espulsione degli iscritti che paghino il "pizzo" o non denuncino pratiche usuraie.
Il codice penale disciplina in modo differente i reati di anatocismo e di usura. La capitalizzazione composta degli interessi può comunque portare a un interesse complessivo superiore alle soglie dell'usura.

#### Epoca contemporanea
La principale novità introdotta dalla legge 23 febbraio 1999, n. 44, è la possibilità di sospendere le azioni esecutive, quali pignoramento o sfratto.
Sentito il parere favorevole del presidente del tribunale, il prefetto ordina la sospensione delle azioni esecutive nei confronti delle vittime di usura e di estorsione.
Oggi il Testo Unico Bancario sancisce che il tasso di interesse massimo oltre al quale un prestito viene definito usurario è stabilito dall'UIC (Ufficio italiano cambi). In questo modo, la Banca Centrale stabilisce i valori minimo e massimo entro i quali variano i tassi di interesse (il tasso di sconto è l'interesse minimo al quale le banche prestano denaro, e l'UIC è costituito presso la Banca Centrale).

### Regno Unito
Nel 1660, il Regno Unito ebbe una delle prime leggi antiusura. "An Act for restraining the taking of Excessive Usury", in breve "The usury Act" aveva lo scopo di ridurre i tassi di interesse dall'8 al 6%, valore oltre il quale un prestito era considerato usuraio. La legge fu estesa nel 1651 a tutto il Commonwealth, e assunse forza di legge dopo la restaurazione di re Carlo II, al termine della guerra civile.
Un secondo Usury Act fu emanato nel 1713.
In tempi più recenti, il Regno Unito ha adottato in materia una delle leggi più liberali in Europa, parzialmente rivista con il Consumer Credit Bill Act.

### Austria
La materia è disciplinata dal Konsumentenschutzgesetz – KSchG, che la legge intitola anche Federal Act of 8 March 1979 Governing Provisions to Protect Consumers.
La legge modifica il codice civile, commerciale e una normativa Usury Act del 1949.

### Francia
I tassi di usura sono pari al 133% del tasso di interesse corrente di mercato nel trimestre precedente la stipula per analoghe operazioni finanziarie e tipologie di rischio.
La Banque de France ha distinto dodici categorie di prestiti con relativi tassi di interesse. Ogni tre mesi pubblica una rilevazione dei tassi di interesse di mercato per ogni tipologia di prestito.
La nuova disciplina sostituisce la precedente definizione di tasso usura, comune a tutte le tipologie di prestito, come "due volte il tasso di sconto obbligatorio (TMO) del mese precedente" la data di stipula del contratto.

### Spagna

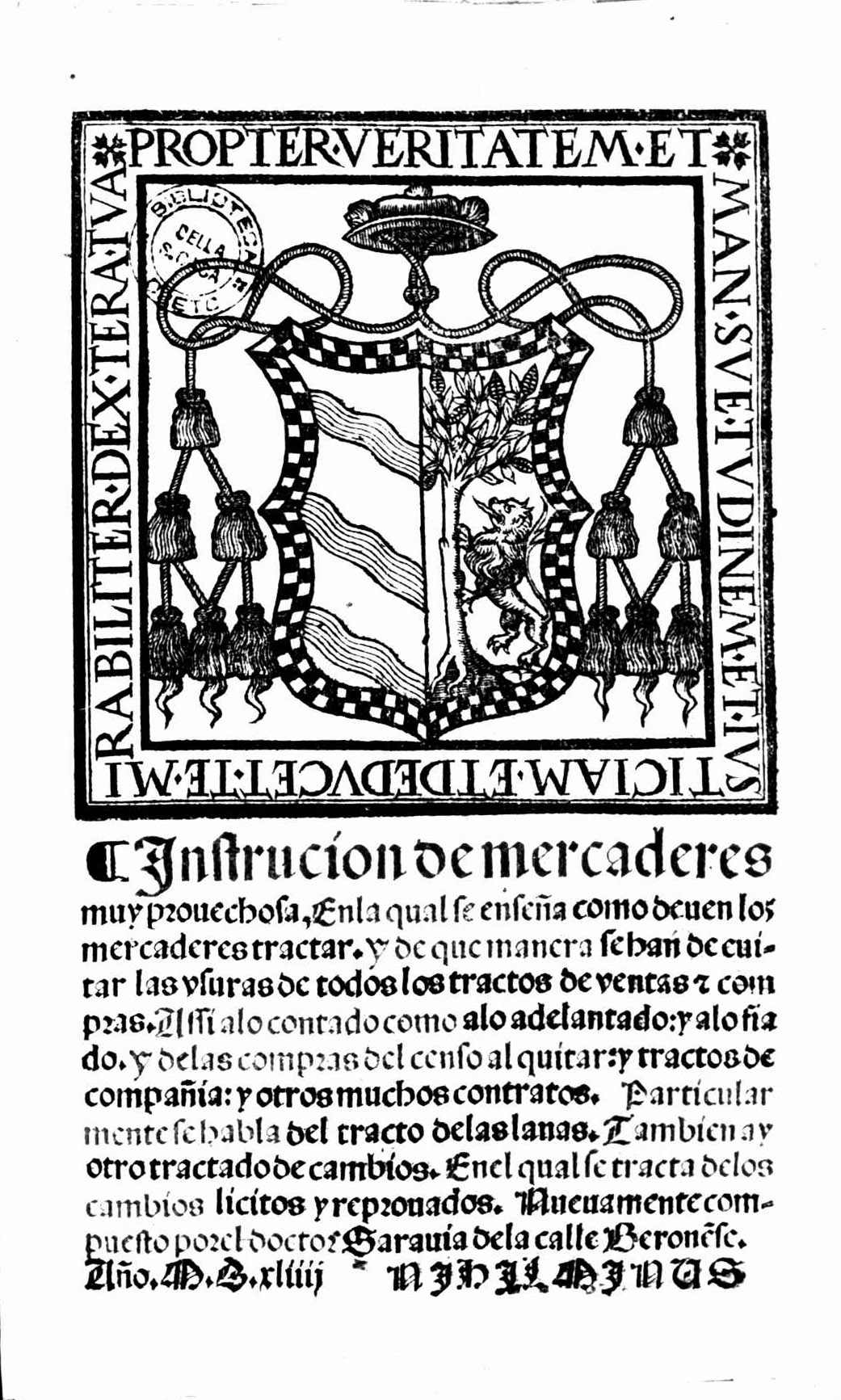
Instrucción de mercaderes (1544), un trattato sul cambio e l'usura del teologo spagnolo Luis Saravia de la Calle.

La Spagna non ha un tasso limite per l'usura. Esso è stabilito dall'autorità giudiziaria, caso per caso.
La legge antiusura (Ley de la Represión de la Usura) del 23 giugno 1908 dichiara nulli "i contratti relativi a prestiti con tassi di interesse non proporzionati alle circostanze del caso".
La definizione è stata confermata da due sentenze della Corte Suprema.

### Stati Uniti
La legge Garn-St. Germain negli USA, abolita nel 1982, fissava la soglia dell'usura al 10%.
Ogni Stato determina un tasso di interesse al di sopra del quale il prestito di denaro è considerato usura.
Se è praticato un tasso di interesse superiore al doppio di quello massimo consentito dalla giurisdizione, l'usura diviene un reato federale.
Alcuni Paesi, come lo Stato di New York, interpretano come nulli, "ab initio", i contratti con interessi che superano la soglia dell'usura. In questo caso, la vittima dell'usura non solo non restituisce gli interessi, ma nemmeno il capitale prestato.
Le leggi federali hanno in alcuni casi esentato le banche ordinarie dai limiti antiusura. Negli anni ottanta, con un'inflazione crescente, le banche potevano prestare denaro a tassi superiori a quello d'usura. La legge federale prevaleva su quelle dei singoli Stati, annullandole.

### Sudafrica
La prima norma in materia fu l'Usury Act del 1926, in vigore fino al 1968, dove subì profonde modifiche.
L'Usury Act del 1968 (legge n. 73/1968) è stato più volte emendato.
La materia dei prestiti e dei tassi di interesse sono disciplinati dal National Credit Act del 1º giugno 2006.

### Thailandia
Secondo una decisione della Corte Costituzionale, è illegittimo il prestito a interessi secondo quanto previsto dalla Costituzione del 1997 e dal Commercial Banking Act del 1962 e poi del 1979.
La Thailandia si è dotata solo di recente di una Costituzione rigida, non modificabile da politici e amministratori, e di una Corte Costituzionale indipendente..

## Usura e religioni

### Cultura indiana
I primi riferimenti alla pratica dell'usura si possono ritrovare nei testi veda dell'India antica (2000-1000 400 a.C.), nei quali ripetutamente si definisce l'usuraio chiunque presta denaro a interesse.
Tanto nei testi induisti sul prato (720-centro a.C.), così come nei testi buddhisti e gli attacchi (601-408 a.C.) compaiono abbondanti riferimenti al prestito di interessi, evidenziando un disprezzo per questa pratica. Un legislatore conosciuto di quell'epoca impose il divieto alle caste superiori (bramini e kshatriyas) di prestare denaro dietro interesse.
Con il trascorrere del tempo, il concetto di usura si è modificato, non intendendosi più comune usura qualsiasi prestito dietro pagamento di interessi, ma solamente il prestito a interessi superiori a quelli accettati dalla società.
L'usura venne vietata già nelle leggi di Manu.

### Grecia e Roma antica
Oltre ad Aristotele, numerosi pensatori dell'antichità condannarono la pratica dell'usura: Platone, Catone (a chi gli chiedesse che ne pensasse dell'usura, il Censore rispose "e tu che ne pensi dell'omicidio?", equiparando i due delitti), Cicerone, Seneca e Plutarco.
Le leggi di riforma della repubblica romana (" Lex Genucia ", 340 a.C.) vietarono l'usura e il prestito con interessi, che comunque non era infrequente nell'ultimo periodo della Repubblica.
Al tempo di Giulio Cesare, per via della forte crescita del numero di poveri, i tassi di interesse per un prestito salirono intorno a una media del 12%, valore che scese significativamente fra il 4 e l'8% al tempo dell'imperatore Giustiniano.

### Ebraismo
La Torah vieta di prestare a interesse o trarre utile da propri famigliari (Levitico, 25: 35-36), e da persone delle dodici tribù di Israele.
Mosè comandò gli ebrei al prestito reciproco - senza interessi- in caso di bisogno, e alla totale remissione dei debiti ogni sette anni, in ricorrenza del cosiddetto anno sabbatico (Deuteronomio 15, 1, 11): ogni sette anni il debito fra ebrei veniva annullato, anche se non era stato pagato.
Era invece consentito il prestito ad interesse verso lo straniero (Deuteronomio, 23: 20).
Così anche Berachot nel commento del Talmud babilonese, nota nº 296 del quinto capitolo: «È possibile ai Goym (Gentili) prestare con interesse».

### Islam
L'usura è un peccato anche nella religione islamica. Il Corano menziona la "ribā" (usura) come il quinto peccato in ordine di gravità, e indica come usura qualsiasi prestito a interesse.
Tuttavia, sono stati elaborati dei sistemi per riconoscere un'interessenza al prestatore senza violare la Shari'a. Fondamentalmente il banchiere musulmano fino all'estinzione del debito assume una posizione analoga a quella di un consocio nei finanziamenti alle imprese, e a quella di un compropretario nei mutui immobiliari. In Occidente l'espediente di origine islamica che ha avuto più fortuna è stata la mohatra.

### Cristianesimo
(Deuteronomio 23,19-20)

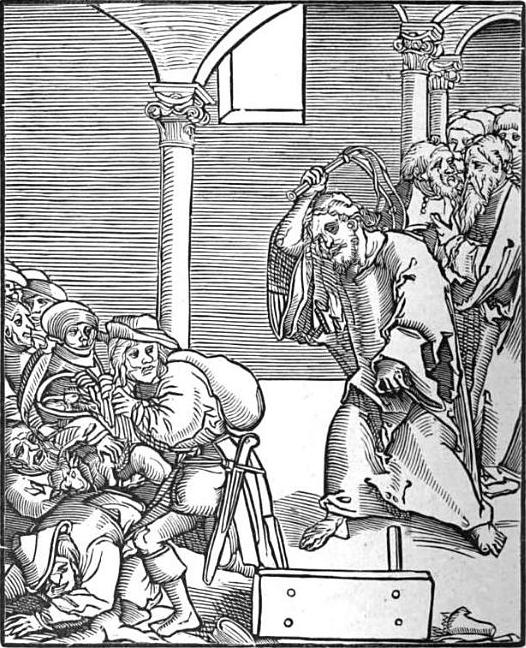
Cristo caccia gli usurai fuori dal Tempio, incisione di Lucas Cranach il Vecchio dal Passional Christi und Antichristi.

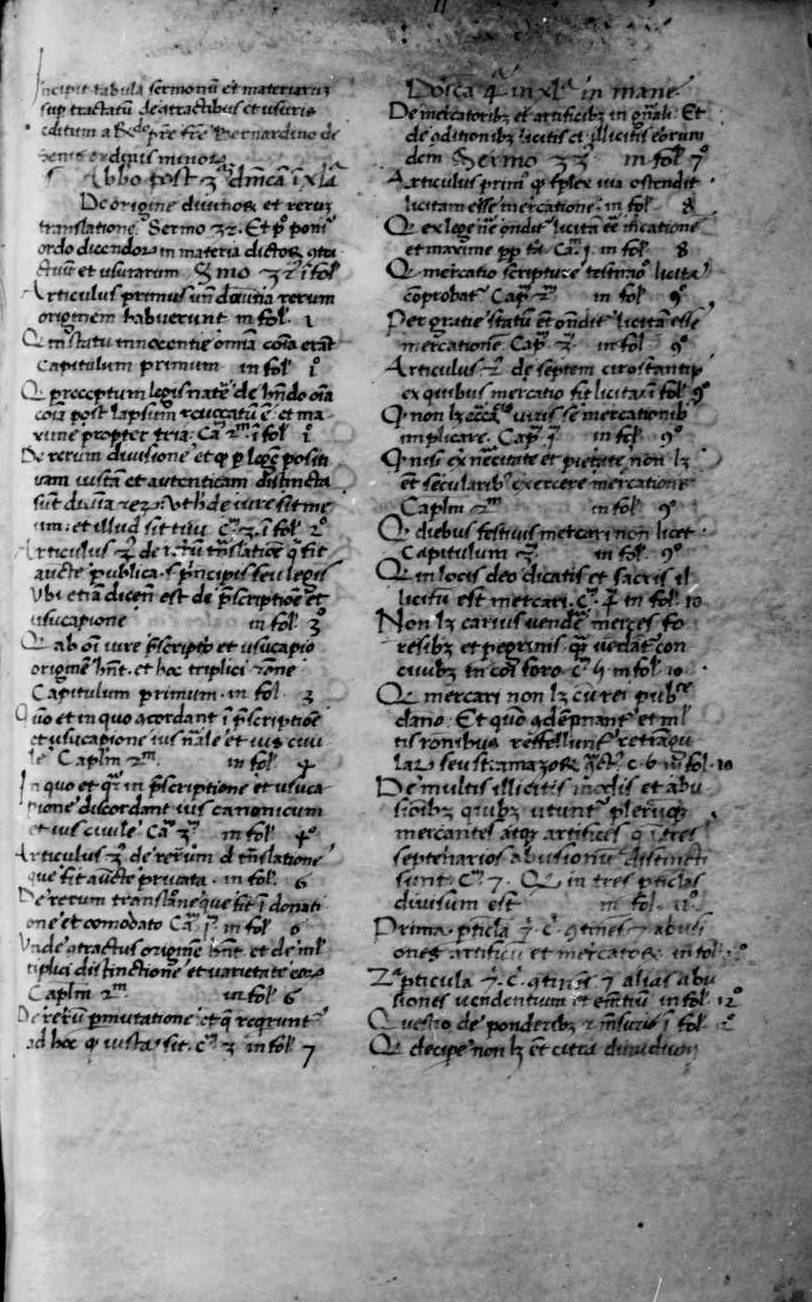
Bernardino da Siena, trattato sui contratti e l'usura (Tractatus de contractis et usuris), manoscritto, XV secolo.

Nel cristianesimo del Basso Medioevo, l'usura era qualsiasi pagamento dovuto per un prestito di denaro, considerato proibito in base a un passo del Vangelo di Luca (Lc 6,34). Era una categoria morale negativa anche per Aristotele che nell'Etica Nicomachea spiegava come solo dal lavoro umano o dal suo intelletto potesse nascere la ricchezza, mentre quella prodotta dal denaro era dannosa. Secondo Aristotele: nummus nummum parere non potest (il denaro non può generare denaro).
Il Decretum Gratiani, il Concilio di Lione II del 1274 e il Concilio di Vienne del 1311 avevano infine espressamente condannato la riscossione di interessi a fronte della concessione di un mutuo, intendendola come una vendita di denaro con pagamento differito, i cui |interessi non erano giustificabili dalla variante del tempo, essendo il tempo un "bene comune".
Non aveva quindi a che fare con l'entità del tasso di interesse richiesto: qualsiasi compenso fosse richiesto in cambio di un prestito di denaro era considerato peccato. Per questo motivo, gli ebrei, ai quali erano vietate molte professioni, furono condotti a sviluppare precocemente attività finanziarie.
Anche in ambito cristiano furono, tuttavia, elaborati espedienti per evitare di incorrere nel divieto canonistico. Generalmente si abbinavano due operazioni per il resto uguali, in cui però i soggetti si scambiavano i ruoli, e il prezzo della seconda era pari a quello della prima più l'equivalente dell'interesse. In questo senso, oltre alla mohatra, erano frequenti le operazioni su cambi.
A partire dal Duecento iniziò, tuttavia, un'evoluzione della riflessione teologica in materia di usura, che portò a graduali aperture.
Gli storici negli ultimi decenni hanno messo in rilievo come negli ultimi secoli del Medioevo un filone di teologi francescani avesse approfondito l'analisi etica sul prestito e l'interesse. L'iniziatore di tale riflessione era stato il francescano provenzale Pietro di Giovanni Olivi, che insegnava a Firenze.
Anche al di fuori dell'ordine francescano nella seconda metà del Duecento si sviluppò l'idea che ci fosse differenza fra il capitale messo a frutto che produceva qualcosa di utile alla società e il mero prestito per far fronte alle esigenze quotidiane. E che nel primo caso l'interesse fosse ammissibile, perché chi riceveva la somma in prestito la faceva aumentare di valore. Di questo atteggiamento fu espressione, per esempio, anche il cardinale Enrico da Susa. Così divenne pacifico che la Chiesa, gli Stati ed i mercanti dovessero pagare degli interessi sui finanziamenti ricevuti.
Il mutato atteggiamento della Chiesa, frutto delle riflessioni di questi teologi, permise in quegli stessi decenni lo sviluppo dei banchieri italiani e nel Trecento quello dei monti del debito pubblico delle città italiane.
Nella seconda metà del Quattrocento fu opera dei frati anche la soluzione al problema dei prestiti ai ceti più umili. Infatti, il minorita Bernardino da Feltre e il domenicano Antonino da Firenze furono i promotori della costituzione dei monti di pietà. Essi ammettevano l'emissione del credito dietro un pegno e dietro il pagamento di un modico interesse che serviva a coprire i costi di gestione del Monte di Pietà.
La Riforma, soprattutto quella calvinista, sostenne la necessità di accettare il pagamento degli interessi.
L'enciclica "Rerum Novarum" (1891) di papa Leone XIII condanna esplicitamente la pratica dell'usura. Invece, l'enciclica "Sollicitudo Rei Socialis" di papa Giovanni Paolo II non ne fa menzione.

### Buddhismo
Il Buddha denunciò più volte l'illegittimità della pratica.

## Banche interest-free
La banca cooperativa svedese JAK è un esempio di come sia possibile concepire e realizzare un modello finanziario interest-free, libero dal concetto di usura. Altri tentativi di organizzare una forma di finanza senza interesse vengono dalle banche islamiche presenti nei Paesi musulmani. Altrettanto interessante, e libero da riferimenti confessionali, è il fenomeno dei circuiti di compensazione territoriali, generalmente fra imprese, ma anche fra imprese e salariati, che stanno cominciando a diffondersi soprattutto in Italia. Anche in questo caso, la concessione di credito è sganciata dalla richiesta di interessi, dal momento che sono i partecipanti stessi a farsi credito reciprocamente, accettando, in luogo del pagamento, un riconoscimento di credito che è immediatamente spendibile presso qualunque membro del circuito. Il riferimento teorico è alla camera di compensazione proposta da Keynes a Bretton Woods per finanziare il commercio internazionale senza passare per i movimenti di capitale di portafoglio.

## Critiche
Nella Teoria generale (1936) J.M. Keynes afferma di essere "stato educato a ritenere che l'atteggiamento della Chiesa medievale nei confronti del tasso di interesse fosse essenzialmente assurdo". Ma, aggiunge subito dopo, "adesso considero quelle discussioni come un onesto sforzo intellettuale per tenere separato ciò che la dottrina classica [ossia l'economia politica fino a quel momento] ha confuso inestricabilmente assieme, il saggio di interesse e l'efficienza marginale del capitale" (Teoria generale, Libro VI, cap. V).
Fu infatti la violazione di tale divieto (che comportava la scomunica per gli esseri umani e l'interdetto per le città che la consentivano) a gettare le basi del capitalismo che F. Braudel definiva come la riforma più originale dell'Europa cristiana.

## Letteratura e arte

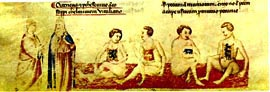
Dante incontra gli usurai, Anonimo pisano (1345)

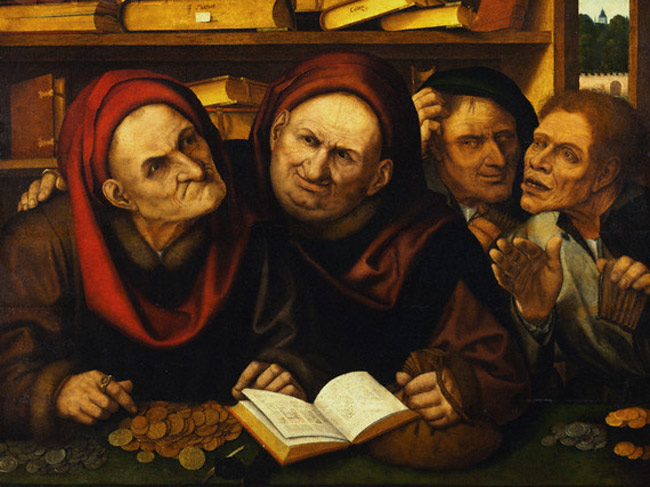
Quentin Metsys, Gli usurai

L'usura è stata spesso trattata dalla letteratura, in senso negativo.
Alla concezione medievale e aristotelica si ispira Dante Alighieri nella sua condanna del prestito di denaro a interesse (Inferno - Canto undicesimo, dove se ne discute, e Canto diciassettesimo, dove compaiono alcuni usurai) citando sia l'Etica che la Fisica di Aristotele:
- Dante sostiene qui che l'usura sia un'offesa al comandamento divino della Genesi sul lavoro dell'uomo, oltre che contraria al principio espresso da Aristotele secondo cui il denaro non deve generare altro denaro, per cui pone gli usurai nel girone dei violenti contro Dio, nella parte più bassa del settimo cerchio. Gli usurai ("Caorsa"[31]) sono accanto ai sodomiti ("Sodoma").
Costoro sono seduti al bordo di un deserto infuocato, con al collo borse di soldi con diversi simboli che ne raffigurano la casata famigliare o la personalità. Tra essi si trova Reginaldo degli Scrovegni (ha il simbolo della scrofa), che il poeta presenta nel vv. 64-66 del canto XVII. La Cappella degli Scrovegni a Padova fu fatta costruire da suo figlio Enrico proprio per riscattare l'immagine della famiglia, offuscata a causa del peccato di usura commesso dal padre Reginaldo, nonché dal capostipite Rinaldo. Allo stesso motivo è legata la costruzione del portale della Chiesa di San Lorenzo (Vicenza) grazie al lascito dell'usuraio Pietro da Marano, consigliere di Cangrande della Scala.
- In letteratura, l'uccisione di un'usuraia è uno degli episodi più famosi di Delitto e castigo di Dostoevskij, mentre nella dark comedy Il mercante di Venezia di William Shakespeare è presente la figura dell'usuraio ebreo Shylock.
- Nel XX secolo noti sono i Cantos di Ezra Pound, contenenti forti invettive contro l'usura, in particolare canti XLVI, LII e il XLV completamente dedicato al tema.[32]

## Testi normativi
- Codice penale italiano

## Dati nel mondo

### Europa

#### Italia
Secondo l'Eurispes l’usura è un fenomeno diffuso in tutta Italia, anche se risulta più marcato nel Mezzogiorno, come indica il numero delle denunce presentate all’Autorità Giudiziaria. La diffusione del fenomeno dell’usura costituisce un indicatore di sofferenza delle famiglie e delle imprese italiane. Nel 2015 circa il 12% degli italiani, su un totale di 24,6 milioni di famiglie, si è rivolto nel corso dell’anno a soggetti privati per ottenere un prestito, non potendolo avere dal sistema bancario, che con un valore medio ipotizzato di 10.000 euro, ha mosso un giro d'affari di 30 miliardi di euro per 3 milioni di nuclei familiari.
Nelle imprese, il settore agricolo presenta il 10% delle 750.000 aziende agricole italiane con necessità di richiedere denaro ad usurai, per un valore medio di 30.000 euro, si raggiungono 2 miliardi e 250 milioni di euro.
Per quanto riguarda le aziende del commercio e dei servizi ovvero 3,3 milioni di società, il 10% ha usufruito di usurai con un valore medio di 15.000 euro in prestito, e un totale di 5 miliardi di euro. Il totale quindi ammonterebbe a 37,25 miliardi di euro sul territorio nazionale. Considerando un interesse medio sui prestiti del 10% al mese ovvero 120% annuo, si arriva a un capitale restituito che aggiunge 44,7 miliardi di interesse ai 37,25 prestati, muovendo la cifra totale di 81,95 miliardi di euro.